# Portrait du cardinal de Richelieu (musée du Louvre)
Le portrait du cardinal de Richelieu, peint vers 1635 à 1640, est l’un des nombreux portraits du cardinal de Richelieu réalisés par Philippe de Champaigne. Il est exposé au musée du Louvre à Paris.

## Historique
Le tableau provient probablement de l’hôtel de Toulouse. Au XVIIIe siècle, il appartenait au duc de Penthièvre. Il a été saisi dans la collection de celui-ci au château d'Anet en 1793.
Le tableau a appartenu à la collection de Louis II Phélypeaux de La Vrillière, puis de Louis Jean-Marie de Bourbon, duc de Penthièvre (1725-1793). Saisi en 1793 au  château d'Anet, il a été déposé au musée du Louvre en 1798, où il est conservé (INV 1136, MR 622).
La toile a été agrandie d’une bande de 20 cm au sommet et de 5 cm sur chaque côté, lors d'un rentoilage effectué au XIXe siècle.

## Description
Le tableau est réalisé en peinture à l'huile  sur toile de 2,22 × 1,55 m.
Il fait partie d'une série de 21 portraits de Richelieu réalisés par Philippe de Champaigne alors que le cardinal, principal ministre du roi Louis XIII, est au faîte de sa puissance. Représenté en taille réelle, il domine le spectateur dans une composition pyramidale qui lui confère un sentiment de stabilité et d'assurance.  
Richelieu porte le cordon de l'ordre du Saint-Esprit sur son habit de cardinal. Il tient la barrette à la main. La représentation, majestueuse, est proche du portrait du cardinal conservé à la National Gallery à Londres et à la chancellerie des universités de Paris.

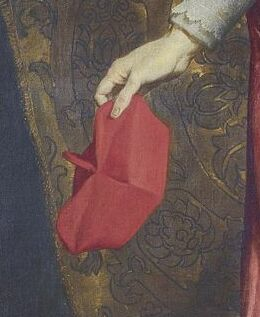
La barrette (détail)
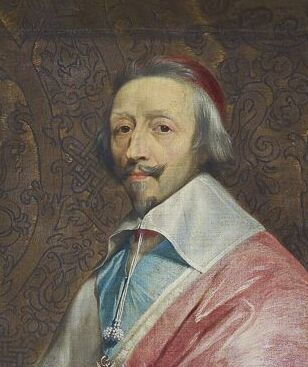
Le visage du cardinal (détail)
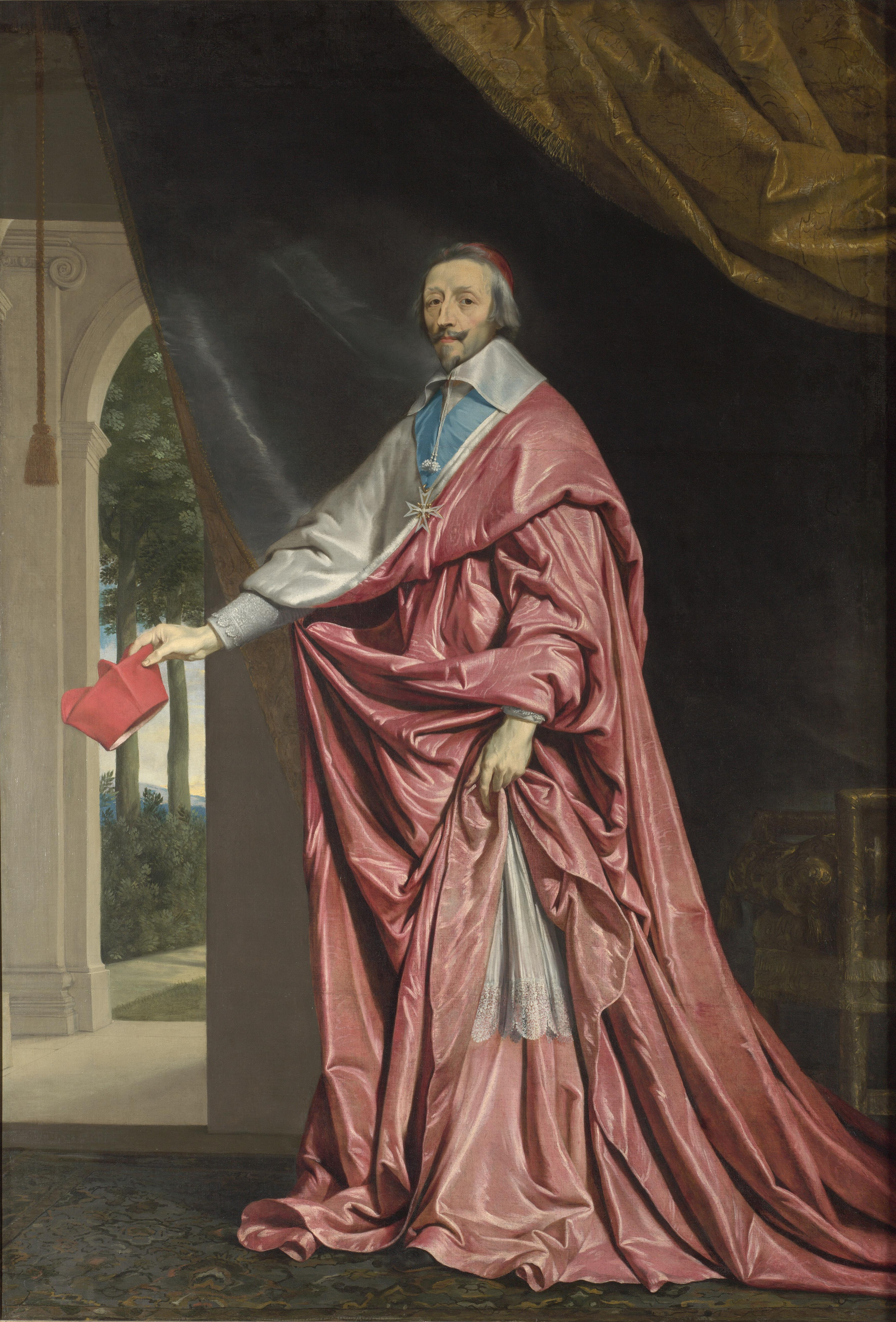
Portrait du cardinal de Richelieu par Champaigne (National Gallery).
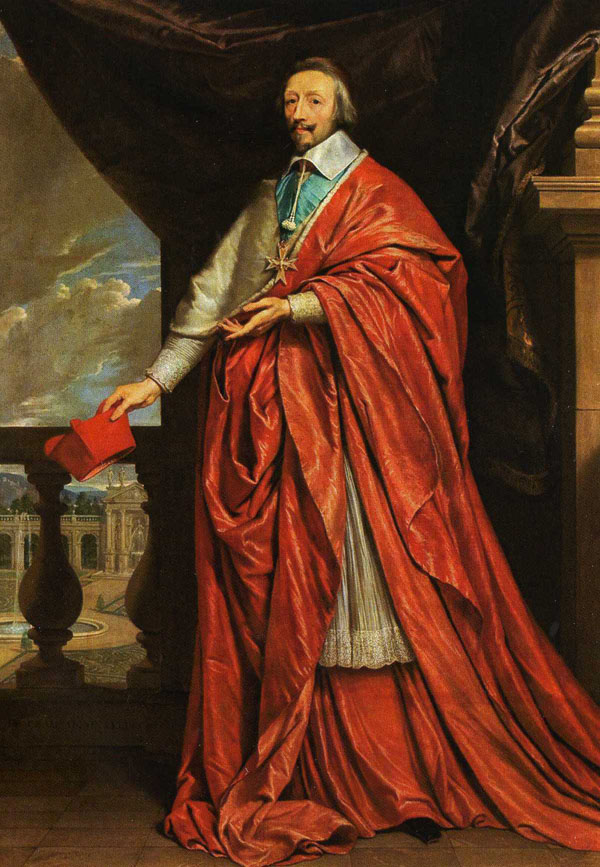
Portrait du cardinal de Richelieu par Champaigne (chancellerie des universités de Paris).